# Detașamentul lupilor 2
Detașamentul lupilor 2 (chineză: 战狼2, Zhànláng 2) este un film chinezesc de acțiune 2017 regizat de Wu Jing. Rolurile principale au fost interpretate de actorii Celina Jade, Frank Grillo, Hans Zhang și Wu Gang. Este continuarea filmului Detașamentul lupilor din 2015.

## Distribuție
- Wu jing : Leng Feng
- Celina Jade
- Frank Grillo
- Hans Zhang